# Särklaxviken
Särklaxviken är en fjärd och en vik i Finland. Den ligger i Lovisa stad i landskapet Nyland, i den södra delen av landet, 70 km öster om huvudstaden Helsingfors.